# 1426 Riviera
För andra betydelser, se Riviera.
1426 Riviera eller 1937 GF är en asteroid i huvudbältet, som upptäcktes den 1 april 1937 av den franska astronomen Marguerite Laugier i Nice. Den har fått sitt namn efter den franska rivieran.
Asteroiden har en diameter på ungefär 17 kilometer.